# 原博実
原 博実（はら ひろみ、1958年10月19日 - ）は、日本の元サッカー選手、サッカー指導者、サッカー解説者。栃木県那須塩原市（旧・黒磯市）出身。2022年より大宮アルディージャフットボール本部長、2025年より代表取締役社長。
スポーツアナウンサーの原大悟は実子。

## 選手経歴
小学5年生時からサッカーに傾倒し、黒磯中学校時代には既に長身を活かしたヘディングを得意としていた。1974年に矢板東高校へ進学し、栃木県選抜として国体でベスト4入り。当時は西ドイツのFWウーヴェ・ゼーラーのプレーを参考にしていた。
1977年に早稲田大学教育学部へ進学。1978年の総理大臣杯では法政大学を相手に得点を重ね優勝を果たした、また同年の大学選手権も制して二冠を達成している。大学選抜として参加した1979年のユニバーシアードでは、ゼーラーに影響されて身に付けた相手よりも早く跳ぶヘディングで海外の190cmクラスのセンターバックを相手にしても競り負けず8試合で7得点を挙げた。A代表に選出されても偉ぶらず真剣に練習に取り組む姿勢は周囲からの信頼を集め、大学4年時には主将を務めた。このように「ストライカーたるものエゴイストであるべき」と言われる中で、原の言動や振る舞いはその正反対でとても利他的であり、誰からも尊敬される人物であった。大学時代の同期には木村孝洋、一学年上には岡田武史、唐井直、二学年上には加藤久、三学年上には西野朗、松浦敏夫、下條佳明、さらに二学年下には城福浩、吉田靖、三学年下には神戸清雄ら錚々たるメンバーがいた。
1981年に三菱重工業へ入社し（勤労管理課）、日本サッカーリーグ（JSL）の同社サッカー部（のちに三菱自動車サッカー部。現在の浦和レッドダイヤモンズの前身）に所属。ポジションはフォワード（FW）で、エースストライカーとして活躍した。中盤の構成力に欠ける三菱では、GK田口光久らがFWの原を目掛けてフィード、それを原が頭で落とし、川添孝一らがゴールを狙うシンプルなカウンター攻撃も多用された。1982年には尾崎加寿夫と共に得点源となりJSL優勝を達成。
社員選手としてプレーを続けていたが、31歳の時にJリーグ参入を控えるクラブからプロ選手契約へ移行する打診を受け、「サラリーマンやるために三菱に入ったわけじゃないから」と応じてプロ契約を結び 三菱重工業を退社した。1993年5月開幕が決まったJリーグでのプレーを望んでいたが、浦和から1992年にプレ開幕として開催されるナビスコカップに向けコーチ就任を要請されたため、1992年5月に現役を引退。臆せず真っ向から相手DFとの競り合いに臨んでいたため、鼻骨骨折は現役通算で9度に及んだ。
大学在学中に日本代表に初選出され、通算で国際Aマッチ75試合に出場。釜本邦茂に次いで歴代2位 となる37得点を記録した（国際Aマッチ以外にも日本サッカー協会が認定した日本代表の試合を含めると171試合出場72得点。）。当時の日本代表はアジアの中でもまだまだ弱小国ではあったが、その背景がありながら2試合に1得点のペースでゴールを決めた。森孝慈監督の下、尾崎や柱谷幸一と共にセンターフォワードの候補ともなったが、持ち前の体力・運動量の豊富さという特徴からサイドで守備にも貢献することを求められたため、左ウイングに配された。中央へ切れ込んで放つヘディングシュートを武器とし（ただし、本人はヘディングよりも左足シュートの方が得意だったと回想している）、その圧倒的な得点力で「アジアの核弾頭」の異名を取った。1982年のアジア競技会では韓国戦で同点ゴールを決めて勝利に貢献した。1986年ワールドカップアジア1次予選のホーム北朝鮮戦で決勝ゴール、アウエーでのシンガポール戦で1ゴール、ホームでのシンガポール戦でも1ゴールを挙げ、2次予選の香港戦第1戦で1ゴール、第2戦でも1ゴールを挙げて、最終予選進出に貢献したが、最終予選の韓国戦では1戦、2戦共フル出場したが、得点を奪えず敗退、ワールドカップ出場権を獲得出来なかった。
特に1986年ワールドカップアジア1次予選・ホーム北朝鮮戦で水溜りに入ったボールを足先で浮かせてDFをかわし決めた「雨中ゴール」の決勝ゴール、1987年のソウルオリンピック予選・アウェー中国戦での強烈な決勝ヘディングシュート が有名である。

## 引退後

### 浦和レッドダイヤモンズ
1992年5月に引退後、浦和レッドダイヤモンズのコーチ・ユース監督を務めた。
1998年にトップチーム監督に就任。主軸FWの福田正博が負傷離脱する中、新人の小野伸二をトップ下に抜擢し、変則的な中盤を菱型にした4-4-2（左MFのチキ・ベギリスタインを攻撃的、右MFの石井俊也を守備的にプレーさせることで、バランスを取った。）を形成してチームを躍進させる。セカンドステージでは過去最高順位の3位に入った。また、怪我が多かった福田に替えて、若手の山田暢久を「一皮剥ければ」と主将に据えている。
翌1999年ファーストステージは負傷者が続出し13位と振るわず、解任。原は守備の人材不足を感じていたためシーズン途中に補強がなされたものの、その補強が活かされる前の解任だった。この年浦和はJ2降格を喫するが、後にGMの横山謙三は、降格の主要因について「原監督を途中で替えたということが大きい」「（原を留任させていれば）後半盛り返せただろうと思っている」と語っている。原自身は後にインタビューで「弱いといわれた時期も、誰もが誇りは持っていた。ある意味王者のスピリットを持っているチームだった」と浦和を評する。また、2000年1月に発売された書籍『浦和レッズは負けない』にも寄稿している。
2000年から浦和の育成担当としてクラブに残留する選択肢も有ったが、監督として再び勝負する機会が遠のきかねないと判断し、浦和を退団。
その後スペインへ渡りリーガ・エスパニョーラの数チームを視察。ベギリスタインを通じて紹介を得たこともあった。帰国後はサッカー解説者としてスカイパーフェクTV!の欧州サッカー中継を中心に活動。多くのファンを得た（後述）。

### FC東京
2002年からFC東京の監督に就任。2000年にJ1入りした新興クラブであるFC東京は、J2降格を避けるべくそれまで守備をベースにした負けないサッカーを志向してチーム作りを行っていたが、「攻撃サッカー」を掲げる原の招聘によって、勝つためのサッカー、面白いサッカーを標榜するように転換。原によれば、チームには大熊清前監督が築いたひたむきに守備をこなす姿勢が残っていたので、攻撃重視で指揮を執っても守備が疎かになることは無いだろうという目算があったという。
初采配となった2002年Jリーグ開幕戦では、前年度リーグ優勝の鹿島アントラーズを相手に、前がかりに走り続ける積極的なサイドアタックを繰り返し、4得点を挙げて圧勝。後の語り草となった。4-2-3-1の布陣を基本としつつ、同年獲得したMF石川直宏、DF加地亮のコンビで右サイドから打開し、左サイドには戸田光洋らFWタイプの選手を置いて中央へ走りこませるという左右非対称の斬新な攻撃 で上位進出に成功。2004年ナビスコカップでは延長PK戦の末に古巣浦和を下して、チームに初のJリーグタイトルをもたらした。
解説者時代同様に親しみやすいコメントと、自チームの得点時には何度もジャンプして体全体で喜びを表現する姿でチーム成績とは別の部分でもサポーターから慕われ、人気を集めた。古巣・浦和をライバル視する発言が多かったが、2003年に行われた福田の引退試合では、テレ玉での中継解説者を務め、2004年のナビスコカップ優勝後の場内インタビューでは「浦和も非常に素晴らしいチーム。是非リーグ戦で頑張ってもらって優勝して欲しい」とエールを送っている。
2005年は出だしこそ首位に浮上したものの、4月以降主力を次々と負傷で欠いたことなどから J2降格圏まで成績を低迷させたが、シーズン終盤は12戦負けなしと持ち直した。しかし4・5月の躓きによってクラブ首脳は次期監督候補の選定を本格化しており、契約期間終了と共に退任することとなった。退任報告の集会には5000人近くのファンが詰め掛けた。
2007年、監督に再任。身上としているリスクをかけて攻撃に比重を置くサッカー を続けたが、大量失点での敗戦も多く1年限りで退任となった。

### 日本サッカー協会
2009年2月、日本サッカー協会（JFA）は技術委員会を強化・育成の2部門に分割再編。原のJリーグでの指導実績や欧州サッカーへの精通が評価され、JFA技術委員長（強化担当）に就任した。グラつきの見られた岡田体制を支えた他、JFA特任理事及び国際マッチメイク委員にも任ぜられ、Jリーグ各クラブとの調整や戦術分析、マッチメイクを統括した。
また、霜田正浩と共に2010 FIFAワールドカップ終了後の日本代表新監督選定の中心としても奔走。2010年8月、新監督はアルベルト・ザッケローニに決定したが、ザッケローニの就労ビザ取得が間に合わなかったため、同年9月に行われたキリンチャレンジカップにおいて代行監督を務め、2試合を指揮しいずれも勝利を収めた。ロンドンオリンピックではU-23日本代表の団長を務めた。
2013年12月より、JFA専務理事を兼務。激務が続く中でも公式戦・合宿を問わずに現場視察を欠かさず、ザッケローニとの戦略擦り合わせに腐心した。2014年9月、同年6月開催のFIFAワールドカップ総括とザッケローニの後任であるハビエル・アギーレの就任決定をもって 技術委員長を退任し、以後は専務理事に専念。日本代表やJリーグだけでなく各種サッカー大会を精力的に視察し、日本サッカー界の底上げに注力した。
2015年2月のJFA理事会において、大仁邦彌JFA会長や霜田と共にアギーレの解任に伴う処分が提議されたが、3名とも任命責任は認められなかったため、給与を自主返納することで 収拾を図った。
2015年6月、日本体育協会常務理事に選定され、国体委員長として 冬季国体の開催地選定や、2020年東京五輪に向けた女子種目の拡充を担った。
2016年1月、JFAは史上初となる会長選挙を行った。当時JFAのNo.3でもあった原は「自分も出ないと（選挙戦にならず制度が）変わらない」 と立候補を表明。原とNo.2の田嶋幸三副会長が争う構図になるのは「既定路線」であり、原は劣勢が確実視されていたが、秋春制の導入に慎重なJリーグクラブや、JFAとJリーグの関係強化を推進した実績により支持を集め、45％の評議員票を獲得、僅差での敗退となった。

### Jリーグ役員
2016年2月、田嶋は自分と会長の座を争った原を二階級ほどの降格になる理事職に降格させる人事案を決めた。その話を田嶋から直接聞いた村井満Jリーグチェアマンは 各クラブの強化部門に影響を及ぼせる人物として、すぐさま原にJリーグ副理事長就任を打診。原もこれに快諾し、3月に就任。JFAを離職し、自身の「専門とするところ」であるクラブ目線での日本サッカー強化を担うこととなった。翌3月、Jリーグからの選出で、JFA常務理事に就任。彼の功績や人柄を表すエピソードと言える。
同年4月の熊本地震に際しては、自ら現地入りして活動休止中のロアッソ熊本と協議し、リーグ戦再開に向けての調整に当たった。
2018年4月、日本サッカー協会技術委員会強化部会員に就任。2022年3月にJリーグ副理事長の任期が満了し退任した。

### クラブ役員

#### 大宮アルディージャ
2022年4月12日、J2リーグで下位に沈みJ3降格圏にまで順位を下げていた大宮アルディージャからオファーを受け、同クラブのフットボール本部長に就任した。シーズン終盤に着任以後の大宮の状況を「VENTUS(女子チーム)やアカデミーと、トップチームとの関わりが少ない。アカデミーには良い選手がいるが、もっと繋がりを大事にしていかないとこのクラブは変わらない。ポテンシャルはあると思いますし、そこができればと思う」「実際に来てみると、事前に聞いていたよりもはるかに予算が少なかった」と印象を話し、「育成型クラブを目指す基本を持ちつつ、当然J1昇格は目指します。埼玉ダービーもぜひやりたいですね」と翌年以後の目標を語った。
レッドブルによるチーム買収後、2024年10月よりスポーツ部門を統括する代表取締役に就任。2025年1月に佐野秀彦の退任に伴い社長に就任した。

## 評価

### 監督としての戦術・若手育成
指導者としての評価に際しては、特に若手の積極起用に注目して語られることが多い。自身も「監督をやっていて楽しいのは、（チームの勝利よりも）選手がみるみる伸びていき、顔を輝かせているのを見ているとき」「タイトルをとれれば楽しいけど、人がぐんぐん伸びていく時期を見るのがうれしい。それが一番好き」と語る。
浦和でも小野、山田を抜擢し、大きく成長させているが、小野は元々注目度の高い期待株であること、盛田剛平ら新人選手を重用してチームを低迷させたこともあったことから、原の評価を低く見る者もある。原の下でもプレーした浦和OB福田正博は「サテライト・ユースの指導経験しかなかった原にいきなりトップチーム、しかも浦和レッズという独特の雰囲気を持つチームの監督を任せるのは非常にプレッシャーのかかることだったのではないか」という趣旨のコメントを、雑誌に寄せた原稿で述べている。
その後に就任したFC東京でも若手登用の傾向は強く、石川、加地、茂庭照幸、今野泰幸を獲得してレギュラーに据え、日本代表に選出されるまでに成長させた。横浜F・マリノスで出場機会のなかった石川に対しては「（故障者が出ている）今なら使っちゃうよ」という口説き文句でレンタル移籍（後に完全移籍）を決断させた。
選手として原と4年間（2002-2005）過ごした戸田は、原と選手との距離感・信頼関係の構築について「“試合に出てくるんじゃないか”と思わせるくらい選手と一緒の目線で戦っている」「顔色を伺ったってどうこうなる人じゃない」とコメント。原の下で5年間（2002-2005, 2007）コーチを務めた長澤徹は、原は選手の短所を包み隠さず指摘し、時に敗因として名指しするが、それでも選手からの信頼を損ねることはなかったという。選手と真摯に向き合うことができるコミュニケーションの天才だと評している。
4バックシステムを好み、『ニュースステーション』がJリーグ全クラブの監督に対して行った、3バックと4バックに関するアンケートに対し（このアンケートが行われた当時は3バックシステムを採用するクラブが多く、このようなテーマが議題となった）、回答の理由を「4バックが好きだから」とだけ説明した。原曰く、布陣を決める時にまず考えることは、選手個々の長所を出せるかどうか である。しかし、選手の個性・特徴を最大限発揮させることを理想としていることから、2007年には、不安定ながら新たなプレースタイルの模索を始めた石川と、石川には元来の能力を発揮してほしいと原点回帰を求める原との間で、微妙な溝が生じたこともあった。

### 解説・評論
原はテレビ解説者としても、多くのファンを得ている。解説者としての原のファンのことを「ヒロミスタ」と呼ぶことがある。ゴールが決まった時に、それが開始1分であろうが後半ロスタイムであろうが、あるいはVゴールであったとしても「いい時間帯 に得点しましたね」と発言したり、選手がまだシュート態勢であり、実際にそのシュートがゴールインするか否かがわからない状態にもかかわらず「あ、入った」などと発言したことが、そのきっかけとなった。
また、浦和レッズ監督時に指導したベギリスタイン（後にFCバルセロナ技術部長など）と親交を深めたことを機に日常会話に支障が無い程にスペイン語を習得。スペイン語に近いとされるポルトガル語を話すブラジル人選手とも通訳を介さずに会話している。料理をはじめとするスペイン文化全般にも造詣が深い。FC東京の監督時にも、チームのラ・コルーニャ遠征やポストシーズンの視察に合わせて、原がスペインを紹介する番組が作成された。

## 解説者としての出演歴
JFA技術委員長就任以降も不定期にメディア出演を行なっている。
- Jリーグ (NHK BS1、スカパー!、J SPORTS)
  - 技術員長就任後はNHKの中継出演から退いている。
- UEFAチャンピオンズリーグ (スカパー!、J SPORTS)
  - 過去に放映権を持っていたWOWOWの中継にも出演していた
- プレミアリーグ (NHK BS1)
  - かつてはスカパー!、J SPORTSの中継にも出演していた。現在もNHKの中継には出演している
- セリエA (スカパー!)
- リーガ・エスパニョーラ (過去：NHK BS1、JSKY SPORTS（現J SPORTS）)
- バルサTV (J SPORTS)
- FIFAワールドカップ (スカパー!) ※2002年、2006年
- Jリーグジャッジリプレイ(DAZN、YouTube)

## 所属クラブ
- 那須塩原市立黒磯小学校[6]
- 那須塩原市立黒磯中学校[86]
- 1974年 - 1976年 矢板東高等学校[86]
- 1977年 - 1980年 早稲田大学
- 1981年4月 - 1992年5月[10]  三菱重工/三菱自動車サッカー部

## 個人成績
| 国内大会個人成績 | 国内大会個人成績 | 国内大会個人成績 | 国内大会個人成績 | 国内大会個人成績 | 国内大会個人成績 | 国内大会個人成績 | 国内大会個人成績       | 国内大会個人成績 | 国内大会個人成績 | 国内大会個人成績 | 国内大会個人成績 |
| 年度             | クラブ           | 背番号           | リーグ           | リーグ戦         | リーグ戦         | リーグ杯         | リーグ杯               | オープン杯       | オープン杯       | 期間通算         | 期間通算         |
| 年度             | クラブ           | 背番号           | リーグ           | 出場             | 得点             | 出場             | 得点                   | 出場             | 得点             | 出場             | 得点             |
| 日本             | 日本             | 日本             | 日本             | リーグ戦         | リーグ戦         | JSL杯            | JSL杯                  | 天皇杯           | 天皇杯           | 期間通算         | 期間通算         |
| ---------------- | ---------------- | ---------------- | ---------------- | ---------------- | ---------------- | ---------------- | ---------------------- | ---------------- | ---------------- | ---------------- | ---------------- |
| 1981             | 三菱             | 14               | JSL1部           | 18               | 4                | 5                | 5                      | 2                | 0                | 25               | 9                |
| 1982             | 三菱             | 14               | JSL1部           | 18               | 7                | 2                | 3                      | 2                | 0                | 22               | 10               |
| 1983             | 三菱             | 11               | JSL1部           | 18               | 3                | 1                | 1                      | 1                | 0                | 20               | 4                |
| 1984             | 三菱             | 9                | JSL1部           | 18               | 8                | 0                | 0                      | 1                | 0                | 19               | 8                |
| 1985             | 三菱             | 9                | JSL1部           | 22               | 10               | 2                | 0                      | 3                | 4                | 27               | 14               |
| 1986-87          | 三菱             | 9                | JSL1部           | 22               | 8                | 2                | 1                      | 2                | 2                | 26               | 11               |
| 1987-88          | 三菱             | 9                | JSL1部           | 22               | 10               | 3                | 0                      | 2                | 1                | 27               | 11               |
| 1988-89          | 三菱             | 9                | JSL1部           | 18               | 3                | 4                | 3                      | 2                | 0                | 24               | 6                |
| 1989-90          | 三菱             | 9                | JSL2部           | 16               | 9                | 1                | 0                      | 1                | 0                | 18               | 9                |
| 1990-91          | 三菱             | 9                | JSL1部           | 18               | 3                | 1                | 0                      | 0                | 0                | 19               | 3                |
| 1991-92          | 三菱             | 9                | JSL1部           | 2                | 0                | 1                | 0                      |                  | 0                |                  | 0                |
| 通算             | 日本             | 日本             | JSL1部           | 176              | 56               | 21               | 13\|\|\|\|7\|\|\|\|158 |                  |                  |                  |                  |
| 通算             | 日本             | 日本             | JSL2部           | 16               | 9                | 1                | 0                      | 1                | 0                | 18               | 9                |
| 総通算           | 総通算           | 総通算           | 総通算           | 192              | 65               | 22               | 13\|\|\|\|7\|\|\|\|167 |                  |                  |                  |                  |

・JSL東西対抗戦(オールスターサッカー)　4回出場：1984年、1986年、1987年、1988年
・JSL東西対抗戦(オールスターサッカー)　2得点：1986年、1987年
その他の公式戦
- 1990年
  - コニカカップ 5試合3得点

## 代表歴

### 出場大会など
- アジア競技大会(1978, 1982, 1986)
- FIFAワールドカップ予選（1982, 1986）
- オリンピック予選（1984, 1988）

### 試合数
- 国際Aマッチ 75試合 37得点 (1978-1988)[4]

| 日本代表 | 国際Aマッチ | 国際Aマッチ | その他 | その他 | 期間通算 | 期間通算 |
| 年       | 出場        | 得点        | 出場   | 得点   | 出場     | 得点     |
| -------- | ----------- | ----------- | ------ | ------ | -------- | -------- |
| 1978     | 6           | 1           | 0      | 0      | 6        | 1        |
| 1979     | 2           | 0           | 1      | 0      | 3        | 0        |
| 1980     | 5           | 2           | 6      | 0      | 11       | 2        |
| 1981     | 10          | 1           | 8      | 5      | 18       | 6        |
| 1982     | 6           | 3           | 10     | 1      | 16       | 4        |
| 1983     | 10          | 6           | 18     | 7      | 28       | 13       |
| 1984     | 7           | 5           | 5      | 3      | 12       | 8        |
| 1985     | 10          | 5           | 8      | 4      | 18       | 9        |
| 1986     | 6           | 7           | 6      | 1      | 12       | 8        |
| 1987     | 11          | 7           | 15     | 1      | 26       | 8        |
| 1988     | 2           | 0           | 17     | 11     | 19       | 11       |
| 通算     | 75          | 37          | 94     | 33     | 169      | 70       |

### 出場
| No. | 開催日         | 開催都市             | スタジアム                         | 対戦相手             | 結果       | 監督     | 大会                 |
| --- | -------------- | -------------------- | ---------------------------------- | -------------------- | ---------- | -------- | -------------------- |
| 1.  | 1978年11月19日 | 東京都               | 国立霞ヶ丘競技場陸上競技場         | ソビエト連邦         | ●1-4       | 二宮寛   | 国際親善試合         |
| 2.  | 1978年11月23日 | 東京都               | 国立霞ヶ丘競技場陸上競技場         | ソビエト連邦         | ●1-4       | 二宮寛   | 国際親善試合         |
| 3.  | 1978年11月26日 | 大阪府               | 長居陸上競技場                     | ソビエト連邦         | ●0-3       | 二宮寛   | 国際親善試合         |
| 4.  | 1978年12月11日 | バンコク             |                                    | クウェート           | ●0-2       | 二宮寛   | アジア大会           |
| 5.  | 1978年12月13日 | バンコク             |                                    | バーレーン           | ○4-0       | 二宮寛   | アジア大会           |
| 6.  | 1978年12月15日 | バンコク             |                                    | 韓国                 | ●1-3       | 二宮寛   | アジア大会           |
| 7.  | 1979年07月01日 | クアラルンプール     |                                    | ビルマ               | ○1-0       | 下村幸男 | ムルデカ大会         |
| 8.  | 1979年07月11日 | クアラルンプール     |                                    | インドネシア         | △0-0       | 下村幸男 | ムルデカ大会         |
| 9.  | 1980年06月09日 | 広州                 |                                    | 香港                 | ○3-1       | 渡辺正   | 広州国際サッカー大会 |
| 10. | 1980年06月11日 | 広州                 |                                    | 中華人民共和国       | ●0-1       | 渡辺正   | 広州国際サッカー大会 |
| 11. | 1980年06月18日 | 広州                 |                                    | 香港                 | ○2-0       | 渡辺正   | 広州国際サッカー大会 |
| 12. | 1980年12月26日 | 香港                 |                                    | 中華人民共和国       | ●0-1       | 川淵三郎 | ワールドカップ予選   |
| 13. | 1980年12月30日 | 香港                 |                                    | 北朝鮮               | ●0-1(延長) | 川淵三郎 | ワールドカップ予選   |
| 14. | 1981年02月08日 | クアンタン           |                                    | マレーシア           | ●0-1       | 川淵三郎 | 国際親善試合         |
| 15. | 1981年02月17日 | シンガポール         |                                    | シンガポール         | ○1-0       | 川淵三郎 | 国際親善試合         |
| 16. | 1981年02月19日 | シンガポール         |                                    | シンガポール         | △0-0       | 川淵三郎 | 国際親善試合         |
| 17. | 1981年02月24日 | インドネシア         |                                    | インドネシア         | ●0-2       | 川淵三郎 | 国際親善試合         |
| 18. | 1981年03月08日 | 東京都               | 国立霞ヶ丘競技場陸上競技場         | 韓国                 | ●0-1       | 川淵三郎 | 日韓定期戦           |
| 19. | 1981年08月30日 | クアラルンプール     |                                    | マレーシア           | ○2-0       | 森孝慈   | ムルデカ大会         |
| 20. | 1981年09月03日 | クアラルンプール     |                                    | インド               | ○3-2       | 森孝慈   | ムルデカ大会         |
| 21. | 1981年09月08日 | クアラルンプール     |                                    | アラブ首長国連邦     | ○3-2       | 森孝慈   | ムルデカ大会         |
| 22. | 1981年09月14日 | クアラルンプール     |                                    | インドネシア         | ○2-0       | 森孝慈   | ムルデカ大会         |
| 23. | 1981年09月18日 | クアラルンプール     |                                    | イラク               | ●0-2       | 森孝慈   | ムルデカ大会         |
| 24. | 1982年03月21日 | ソウル               |                                    | 韓国                 | ●0-3       | 森孝慈   | 日韓定期戦           |
| 25. | 1982年06月02日 | 広島県               | 広島県総合グランドメインスタジアム | シンガポール         | ○2-0       | 森孝慈   | ジャパンカップ       |
| 26. | 1982年11月21日 | ニューデリー         |                                    | イラン               | ○1-0       | 森孝慈   | アジア大会           |
| 27. | 1982年11月23日 | ニューデリー         |                                    | 南イエメン           | ○3-1       | 森孝慈   | アジア大会           |
| 28. | 1982年11月25日 | ニューデリー         |                                    | 韓国                 | ○2-1       | 森孝慈   | アジア大会           |
| 29. | 1982年11月28日 | ニューデリー         |                                    | イラク               | ●0-1(延長) | 森孝慈   | アジア大会           |
| 30. | 1983年02月12日 | ダマスカス           |                                    | シリア               | △2-2       | 森孝慈   | 国際親善試合         |
| 31. | 1983年02月25日 | ドーハ               |                                    | カタール             | ●0-1       | 森孝慈   | 国際親善試合         |
| 32. | 1983年03月06日 | 東京都               | 国立霞ヶ丘競技場陸上競技場         | 韓国                 | △1-1       | 森孝慈   | 日韓定期戦           |
| 33. | 1983年06月07日 | 東京都               | 国立霞ヶ丘競技場陸上競技場         | シリア               | ○1-0       | 森孝慈   | ジャパンカップ       |
| 34. | 1983年09月04日 | 東京都               | 国立霞ヶ丘競技場陸上競技場         | フィリピン           | ○7-0       | 森孝慈   | オリンピック予選     |
| 35. | 1983年09月07日 | 東京都               | 国立霞ヶ丘競技場陸上競技場         | フィリピン           | ○10-1      | 森孝慈   | オリンピック予選     |
| 36. | 1983年09月15日 | 東京都               | 国立霞ヶ丘競技場陸上競技場         | チャイニーズタイペイ | ○2-0       | 森孝慈   | オリンピック予選     |
| 37. | 1983年09月20日 | 台北                 |                                    | チャイニーズタイペイ | △1-1       | 森孝慈   | オリンピック予選     |
| 38. | 1983年09月25日 | オークランド         |                                    | ニュージーランド     | ●1-3       | 森孝慈   | オリンピック予選     |
| 39. | 1983年10月07日 | 東京都               | 国立霞ヶ丘競技場陸上競技場         | ニュージーランド     | ●0-1       | 森孝慈   | オリンピック予選     |
| 40. | 1984年03月06日 | バンダルスリブガワン |                                    | ブルネイ             | ○7-1       | 森孝慈   | 国際親善試合         |
| 41. | 1984年04月15日 | シンガポール         |                                    | タイ                 | ●2-5       | 森孝慈   | オリンピック予選     |
| 42. | 1984年04月18日 | シンガポール         |                                    | マレーシア           | ●1-2       | 森孝慈   | オリンピック予選     |
| 43. | 1984年04月21日 | シンガポール         |                                    | イラク               | ●1-2       | 森孝慈   | オリンピック予選     |
| 44. | 1984年04月26日 | シンガポール         |                                    | カタール             | ●1-2       | 森孝慈   | オリンピック予選     |
| 45. | 1984年05月31日 | 埼玉県               | さいたま市大宮公園サッカー場       | 中華人民共和国       | ○1-0       | 森孝慈   | ジャパンカップ       |
| 46. | 1984年09月30日 | ソウル               |                                    | 韓国                 | ○2-1       | 森孝慈   | 日韓定期戦           |
| 47. | 1985年02月23日 | シンガポール         |                                    | シンガポール         | ○3-1       | 森孝慈   | ワールドカップ予選   |
| 48. | 1985年03月21日 | 東京都               | 国立霞ヶ丘競技場陸上競技場         | 北朝鮮               | ○1-0       | 森孝慈   | ワールドカップ予選   |
| 49. | 1985年04月30日 | 平壌                 |                                    | 北朝鮮               | △0-0       | 森孝慈   | ワールドカップ予選   |
| 50. | 1985年05月18日 | 東京都               | 国立霞ヶ丘競技場陸上競技場         | シンガポール         | ○5-0       | 森孝慈   | ワールドカップ予選   |
| 51. | 1985年05月26日 | 東京都               | 国立霞ヶ丘競技場陸上競技場         | ウルグアイ           | ●1-4       | 森孝慈   | キリンカップ         |
| 52. | 1985年06月04日 | 愛知県               | 名古屋市瑞穂公園陸上競技場         | マレーシア           | ○3-0       | 森孝慈   | キリンカップ         |
| 53. | 1985年08月11日 | 愛知県               | 神戸総合運動公園ユニバー記念競技場 | 香港                 | ○3-0       | 森孝慈   | ワールドカップ予選   |
| 54. | 1985年09月22日 | 香港                 |                                    | 香港                 | ○2-1       | 森孝慈   | ワールドカップ予選   |
| 55. | 1985年10月26日 | 東京都               | 国立霞ヶ丘競技場陸上競技場         | 韓国                 | ●1-2       | 森孝慈   | ワールドカップ予選   |
| 56. | 1985年11月03日 | ソウル               |                                    | 韓国                 | ●0-1       | 森孝慈   | ワールドカップ予選   |
| 57. | 1986年07月25日 | クアラルンプール     |                                    | シリア               | ○2-1       | 石井義信 | ムルデカ大会         |
| 58. | 1986年08月01日 | クアラルンプール     |                                    | マレーシア           | ●1-2(延長) | 石井義信 | ムルデカ大会         |
| 59. | 1986年09月20日 | 大田                 |                                    | ネパール             | ○5-0       | 石井義信 | アジア大会           |
| 60. | 1986年09月22日 | 大田                 |                                    | イラン               | ●0-2       | 石井義信 | アジア大会           |
| 61. | 1986年09月24日 | 大田                 |                                    | クウェート           | ●0-2       | 石井義信 | アジア大会           |
| 62. | 1986年09月28日 | 大田                 |                                    | バングラデシュ       | ○4-0       | 石井義信 | アジア大会           |
| 63. | 1987年04月08日 | 東京都               | 国立霞ヶ丘競技場陸上競技場         | インドネシア         | ○3-0       | 石井義信 | オリンピック予選     |
| 64. | 1987年04月12日 | 東京都               | 国立霞ヶ丘競技場陸上競技場         | シンガポール         | ○1-0       | 石井義信 | オリンピック予選     |
| 65. | 1987年05月27日 | 広島県               | 広島県総合グランドメインスタジアム | セネガル             | △2-2       | 石井義信 | キリンカップ         |
| 66. | 1987年06月14日 | シンガポール         |                                    | シンガポール         | ○1-0       | 石井義信 | オリンピック予選     |
| 67. | 1987年06月26日 | インドネシア         |                                    | インドネシア         | ○2-1       | 石井義信 | オリンピック予選     |
| 68. | 1987年09月02日 | バンコク             |                                    | タイ                 | △0-0       | 石井義信 | オリンピック予選     |
| 69. | 1987年09月15日 | 東京都               | 国立霞ヶ丘競技場陸上競技場         | ネパール             | ○5-0       | 石井義信 | オリンピック予選     |
| 70. | 1987年09月18日 | 東京都               | 国立霞ヶ丘競技場陸上競技場         | ネパール             | ○9-0       | 石井義信 | オリンピック予選     |
| 71. | 1987年09月26日 | 東京都               | 国立霞ヶ丘競技場陸上競技場         | タイ                 | ○1-0       | 石井義信 | オリンピック予選     |
| 72. | 1987年10月04日 | 広州                 |                                    | 中華人民共和国       | ○1-0       | 石井義信 | オリンピック予選     |
| 73. | 1987年10月26日 | 東京都               | 国立霞ヶ丘競技場陸上競技場         | 中華人民共和国       | ●0-2       | 石井義信 | オリンピック予選     |
| 74. | 1988年06月02日 | 愛知県               | 名古屋市瑞穂公園陸上競技場         | 中華人民共和国       | ●0-3       | 横山謙三 | キリンカップ         |
| 75. | 1988年10月26日 | 東京都               | 国立霞ヶ丘競技場陸上競技場         | 韓国                 | ●0-1       | 横山謙三 | 日韓定期戦           |

### 得点数
| #  | 年月日         | 開催地                         | 対戦国                 | スコア | 結果 | 試合概要                    |
| -- | -------------- | ------------------------------ | ---------------------- | ------ | ---- | --------------------------- |
| 01 | 1978年12月13日 | タイ、バンコク                 | バーレーン             | 4-0    | 勝利 | 1978年アジア競技大会        |
| 02 | 1980年06月09日 | 中華人民共和国、広州           | 香港                   | 3-2    | 勝利 | 広州国際大会                |
| 03 | 1980年06月18日 | 中華人民共和国、広州           | 香港                   | 2-0    | 勝利 | 広州国際大会                |
| 04 | 1981年09月08日 | マレーシア、クアラルンプール   | アラブ首長国連邦       | 3-2    | 勝利 | ムルデカ大会                |
| 05 | 1982年11月23日 | インド、ニューデリー           | 南イエメン             | 3-1    | 勝利 | 1982年アジア競技大会        |
| 06 | 1982年11月23日 | インド、ニューデリー           | 南イエメン             | 3-1    | 勝利 | 1982年アジア競技大会        |
| 07 | 1982年11月25日 | インド、ニューデリー           | 韓国                   | 2-1    | 勝利 | 1982年アジア競技大会        |
| 08 | 1983年02月12日 | シリア、ダマスカス             | シリア                 | 2-2    | 引分 | 親善試合                    |
| 09 | 1983年02月12日 | シリア、ダマスカス             | シリア                 | 2-2    | 引分 | 親善試合                    |
| 10 | 1983年09月04日 | 日本、東京                     | フィリピン             | 7-0    | 勝利 | ロサンゼルス五輪予選        |
| 11 | 1983年09月07日 | 日本、東京                     | フィリピン             | 7-0    | 勝利 | ロサンゼルス五輪予選        |
| 12 | 1983年09月15日 | 日本、東京                     | チャイニーズタイペイ   | 2-0    | 勝利 | ロサンゼルス五輪予選        |
| 13 | 1983年09月25日 | ニュージーランド、オークランド | ニュージーランド       | 1-3    | 敗戦 | ロサンゼルス五輪予選        |
| 14 | 1984年03月06日 | ブルネイ、バンダルスリブガワン | ブルネイ               | 7-1    | 勝利 | 親善試合                    |
| 15 | 1984年03月06日 | ブルネイ、バンダルスリブガワン | ブルネイ               | 7-1    | 勝利 | 親善試合                    |
| 16 | 1984年04月18日 | シンガポール                   | マレーシア             | 1-2    | 敗戦 | ロサンゼルス五輪予選        |
| 17 | 1984年04月21日 | シンガポール                   | イラク                 | 1-2    | 敗戦 | ロサンゼルス五輪予選        |
| 18 | 1984年04月26日 | シンガポール                   | カタール               | 1-2    | 敗戦 | ロサンゼルス五輪予選        |
| 19 | 1985年02月23日 | シンガポール                   | シンガポール           | 3-1    | 勝利 | 1986 FIFAワールドカップ予選 |
| 20 | 1985年03月21日 | 日本、東京                     | 朝鮮民主主義人民共和国 | 1-0    | 勝利 | 1986 FIFAワールドカップ予選 |
| 21 | 1985年05月18日 | 日本、東京                     | シンガポール           | 5-0    | 勝利 | 1986 FIFAワールドカップ予選 |
| 22 | 1985年08月11日 | 日本、神戸市                   | 香港                   | 3-0    | 勝利 | 1986 FIFAワールドカップ予選 |
| 23 | 1985年09月22日 | 香港                           | 香港                   | 2-1    | 勝利 | 1986 FIFAワールドカップ予選 |
| 24 | 1986年07月25日 | マレーシア、クアラルンプール   | シリア                 | 4-0    | 勝利 | ムルデカ大会                |
| 25 | 1986年08月01日 | マレーシア、クアラルンプール   | マレーシア             | 2-1    | 勝利 | ムルデカ大会                |
| 26 | 1986年09月20日 | 大韓民国、大田                 | ネパール               | 5-0    | 勝利 | 1986年アジア競技大会        |
| 27 | 1986年09月20日 | 大韓民国、大田                 | バングラデシュ         | 4-0    | 勝利 | 1986年アジア競技大会        |
| 28 | 1986年09月28日 | 大韓民国、大田                 | バングラデシュ         | 4-0    | 勝利 | 1986年アジア競技大会        |
| 29 | 1986年09月28日 | 大韓民国、大田                 | バングラデシュ         | 4-0    | 勝利 | 1986年アジア競技大会        |
| 30 | 1986年09月28日 | 大韓民国、大田                 | バングラデシュ         | 4-0    | 勝利 | 1986年アジア競技大会        |
| 31 | 1987年04月08日 | 日本、東京                     | インドネシア           | 3-0    | 勝利 | ソウル五輪予選              |
| 32 | 1987年05月27日 | 日本、広島市                   | セネガル               | 2-2    | 引分 | キリンカップ                |
| 33 | 1987年06月26日 | インドネシア、ジャカルタ       | インドネシア           | 2-1    | 勝利 | ソウル五輪予選              |
| 34 | 1987年09月18日 | 日本、東京                     | ネパール               | 9-0    | 勝利 | ソウル五輪予選              |
| 35 | 1987年09月18日 | 日本、東京                     | ネパール               | 9-0    | 勝利 | ソウル五輪予選              |
| 36 | 1987年09月18日 | 日本、東京                     | ネパール               | 9-0    | 勝利 | ソウル五輪予選              |
| 37 | 1987年10月14日 | 中華人民共和国、広州           | 中国                   | 1-0    | 勝利 | ソウル五輪予選              |

## 指導歴・職歴
- 1992年 - 1999年  浦和レッドダイヤモンズ[87]
  - 1992年6月 - 1994年 トップチーム コーチ
  - 1995年 - 1996年 ユース 監督
    - 1996年 サテライトチーム コーチ (兼任)

  - 1997年 トップチーム コーチ (サテライト兼任)
  - 1998年 - 1999年6月 トップチーム 監督
- 2002年 - 2005年、2007年  FC東京 監督[87]
- 2009年 - 2022年  日本サッカー協会
  - 2009年2月 - 2010年6月 特任理事[4]
  - 2009年2月 - 2014年9月 技術委員長 (強化担当)[4]
  - 2009年11月 - 国際マッチメイク委員[4]
  - 2010年7月 - 2013年11年 理事[4]
    - 2010年9月  サッカー日本代表 監督代行[4]

  - 2013年12月 - 2016年2月 専務理事[4]
  - 2016年3月 - 2022年3月 常務理事[66] (兼任)
- 2015年6月 - 2017年6月[88]日本体育協会 常務理事[49] (兼任)
- 2010年 - 2022年3月[69]  日本プロサッカーリーグ
  - 2010年7月 - 理事[4] (兼任)
  - 2016年3月 - 2022年3月 副理事長[62]
- 2022年 -  大宮アルディージャ[87]
  - 2022年4月 - 2024年 フットボール本部長
  - 2025年 - 代表取締役社長

## 監督成績
| 年度   | クラブ | 所属   | リーグ戦 | リーグ戦 | リーグ戦 | リーグ戦 | リーグ戦 | リーグ戦 | カップ戦       | カップ戦  |
| 年度   | クラブ | 所属   | 順位     | 勝点     | 試合     | 勝       | 分       | 敗       | ナビスコ杯     | 天皇杯    |
| ------ | ------ | ------ | -------- | -------- | -------- | -------- | -------- | -------- | -------------- | --------- |
| 1998   | 浦和   | J      | 6位      | 61       | 34       | 22       | -        | 12       | 予選リーグ敗退 | ベスト8   |
| 1999   | 浦和   | J1     | 13位*    | 13       | 15       | 3        | 4        | 8        | ベスト8        | -         |
| 2002   | FC東京 | J1     | 9位      | 39       | 30       | 13       | 2        | 15       | ベスト8        | 3回戦敗退 |
| 2003   | FC東京 | J1     | 4位      | 49       | 30       | 13       | 10       | 7        | ベスト8        | 4回戦敗退 |
| 2004   | FC東京 | J1     | 8位      | 41       | 30       | 10       | 11       | 9        | 優勝           | ベスト8   |
| 2005   | FC東京 | J1     | 10位     | 47       | 34       | 11       | 14       | 9        | 予選リーグ敗退 | 5回戦敗退 |
| 2007   | FC東京 | J1     | 12位     | 45       | 34       | 14       | 3        | 17       | ベスト8        | ベスト8   |
| 通算   | 日本   | J1     | -        | -        | 207      | 86       | 44       | 77       | -              | -         |
| 総通算 | 総通算 | 総通算 | -        | -        | 207      | 86       | 44       | 77       | -              | -         |

- 1999年は解任時点（1stステージ終了時）の順位。

## 関連情報

### 書籍
- 岩崎龍一『スーパーストライカーセレクション2002 (監修)』ザマサダ、2002年。ISBN 4883970752。